# (29793) 1999 CH65
A (29793) 1999 CH65 a Naprendszer kisbolygóövében található aszteroida. A LINEAR projekt keretében fedezték fel 1999. február 12-én.